# Karl Theodor Welcker
Karl Theodor Georg Philipp Welcker (Ober-Ofleiden, 1790. március 29. – Neuenheim, 1869. március 10.) német jogász, liberális politikus.

## Élete
Egyike volt Heinrich Friedrich Welcker lelkész és Johannette 17 gyermekének. Bátyja, Friedrich Gottlieb neves klasszika-filológus volt. 
Jog- és államtudományt tanult a gießeni és heidelbergi egyetemen. 1803-ban habilitált és ugyanabban az évben kiadta Die letzten Gründe von Recht, Staat und Strafe (A jog, állam és büntetés alapjai) című munkáját. 1814-ben a gießeni egyetem rendes professzorává lett. Csalódva az akkori politikai helyzetben, 1814-ben a Deutschlands Freiheit (Németország szabadsága) című beszédében a császárság és a germán-német-keresztény hagyományok visszaállítása mellett állt ki, elutasítva minden francia, és általában külföldi eszmét.  
1814-ben Welcker több mint száz gießeni diákkal együtt egy vadászezred önkénteseként részt vett a franciák elleni felszabadítási harcokban.  
Tanított a kieli, bonni és freiburgi egyetemeken. Kielben Friedrich Christoph Dahlmannal és Niels Nikolaus Falckkal együtt kiadta a liberális Kieler Blätter-t, amely a német fejedelmektől az alkotmányozási ígéretük betartását követelte. 1831 és 1851 között tagja volt a badeni parlament második kamarájának. 1832-ben politikai tevékenysége miatt nyugdíjazták.
1847-ben a heppenheimi gyűlés résztvevője volt. 1848–1849-ben a frankfurti parlament tagként Friedrich Daniel Bassermann, Friedrich Christoph Dahlmann, Georg Waitz és Johann Gustav Droysen mellett részt vett az alkotmányozó bizottság munkálataiban, amelynek feladata egy össznémet alkotmány kidolgozása volt. 
1832-től Freiburgban Karl von Rotteckkel együtt szerkesztette a többször betiltott Der Freisinnige (A szabadgondolkodó) című liberális lapot. 1834 és 1843 szintén Rotteckkel együtt adta ki a Staatslexikont, amely egyike volt a korabeli liberális világnézet formálóinak.

## Fordítás
Ez a szócikk részben vagy egészben a Carl Theodor Welcker című német Wikipédia-szócikk ezen változatának fordításán alapul.  Az eredeti cikk szerkesztőit annak laptörténete sorolja fel. Ez a jelzés csupán a megfogalmazás eredetét és a szerzői jogokat jelzi, nem szolgál a cikkben szereplő információk forrásmegjelöléseként.

## A német cikk forrásai
- Peter Moraw: Kleine Geschichte der Universität Gießen. Gießen 1990, ISBN 3-927835-00-5
- Johanna Schultze: Carl Theodor Welckers Versuch einer entwicklungsgeschichtlichen Grundlegung der Geschichtswissenschaft, in: Geist und Gesellschaft. Kurt Breysig zum 60. Geburtstag, Bd. 3, S. 147-174